# Verrallia aucta
Verrallia aucta är en tvåvingeart som först beskrevs av Fallen 1817.  Verrallia aucta ingår i släktet Verrallia och familjen ögonflugor. Arten är reproducerande i Sverige. Inga underarter finns listade i Catalogue of Life.